# تای میلر
تای میلر (به انگلیسی: Ty Miller) (زاده ۲۶ سپتامبر ۱۹۶۴) بازیگر آمریکایی است.
از کارهای معروف او می‌توان به بازی در فیلم‌های ترنسرها ۴ و ترنسرها ۵ اشاره کرد.